# 赫里布-洛什基波托克
赫里布-洛什基波托克（斯洛維尼亞語： 發音：[ˈxɾiːb ˈloːʃki ˈpɔːtɔk]），是斯洛維尼亞南部洛什基波托克市鎮的村莊及的行政中心。當地是下卡尼奧拉傳統地區的一部分，現在被納入東南斯洛維尼亞統計區。

## 教堂
當地的堂區教堂是獻給聖倫納德，屬於天主教盧布爾雅那總教區。它建於1670年，位於一座14世紀的建築遺址上。它有一個八角形平面和一個大鐘樓。聚居地中的第二座教堂是獻給聖芭芭拉，其歷史可以追溯到17世紀。

## 外部連結
- Hrib–Loški Potok on Geopedia （页面存档备份，存于）